# 5澳元纸币
五澳元纸币（$5）首次于1967年5月29日发行，即澳大利亚的货币在1966年2月14日从澳大利亚镑转变为澳大利亚元的一年后。这是一个采用淡紫色调的全新面额，因为澳镑的体系中并没有£2½。
该面额的纸币曾发行过4种不同的版本：
- 1967年发行的票面纸张具有淡紫色的渐变，并有明显的黑色套印。
- 1992年首次发行的塑质钞票，可通过独特的淡紫色调和数字字体进行识别。但许多人发现它很难与$10纸币区分，特别是在恶劣的照明条件下。
- 1995年，第二版塑质钞票发行，它可通过更深层次的阴影和不同的数字字体作区分。
- 澳大利亚联邦仅在2001年发行的纪念钞。纸币正面的肖像是亨利·帕克斯（英语：Henry Parkes）爵士，背面则是凯瑟琳·海伦·斯宾塞（英语：Catherine Helen Spence）。

最早版本的5澳元纸币是由戈登·安德鲁斯和罗素·德赖斯代尔所设计，他们同为澳大利亚储备银行的艺术顾问。该纸币的主景图案是约瑟夫·班克斯爵士和卡洛琳·奇瑟姆的肖像，以及来自约瑟夫·福尔斯（Joseph Fowles）画作《悉尼1848年》的悉尼街道立面、航务公报的封面、韦弗利的水彩画和家庭殖民贷款协会的一次会议传单。所有这些图像均来源于新南威尔士州立图书馆。

## 设计
现行流通的1992年版5澳元纸币在正、背面主色调均为黑色和浅紫色。其正面主景图案为英国女王伊丽莎白二世的头像及旁侧的澳大利亚国树桉树。背面主景图案为澳大利亚1927年开始使用的旧国会大厦和1988年开始使用的新国会大厦，背景为代表新国会大厦的几何图案。这是全球第一张塑质流通钞票，由布鲁斯·斯图尔特（Bruce Stewart）所设计:278页。
而在2001年发行的5澳元纪念钞中，正、背面主色调均为黑色和紫红色。它由加里·埃默里（Gary Emery）所设计，其正面主景图案为澳大利亚开国之父亨利·帕克斯爵士的肖像及签名，左侧下方背景为中央艺术学校大楼和组成澳大利亚国徽的6个州的州徽图案；右侧背景为举行第一届联邦国会开幕式的皇家展览馆、第一任总理宣誓就职的百年公园联邦亭（Federation Pavilion）；背面主景为澳大利亚首位女性政治候选人凯瑟琳·海伦·斯宾塞的肖像及签名，右上方背景为橡树枝、右下方为太阳，左上方为南十字星座，肖像右侧是来自6个州的著名联邦活动家，肖像左下方建筑为国家儿童事务委员会大楼:279页。

### 防伪特征
塑胶材质
- 专用塑胶：澳大利亚是最先开始使用塑质钞票的国家，它是以聚丙烯塑料为材质代替传统造币纸张，具有更加耐磨、不易折断、不怕揉洗、使用周期长等特点[2]:282页。
- 模拟水印：1992年版5澳元的水印位于正面左上方，图案为澳大利亚国徽；2001年版5澳元的水印位于正面右上方对印图案的下方，图案为亨利·帕克斯爵士的肖像[2]:282页。
- 透明视窗：塑质钞票中最常见的防伪措施就是在票面上开一个透明视窗（WinDOE®），这是塑料币区别于纸币的一个明显特征。其设计的目的是为了放置光学可变装置（英语：Optical variable device），用以显示票面上原本需要其它工具才能看到的防伪特征，同时可以防止用普通纸复印伪造。当改变视角或光源角度时，视窗中的图案会产生特殊效果[2]:283页。

油墨
- 磁性油墨（英语：Magnetic ink）：5澳元纸币中的黑色图案、文字均为磁性油墨印刷，该油墨中因含有四氧化三铁而带磁性，因此当通过磁性检测仪时有磁性反应[2]:284页。
- 荧光油墨（英语：Invisible ink）：在紫外线的照射下，2001年版5澳元纸币背面右侧竖排黑色号码会发出黄色荧光；而背面右上方的橡树处有用无色荧光油墨印刷的树枝，在近紫外线（UV-312mm）的照射下会发出黄色荧光，树枝右下角则有与面额数字“5”，同样发出黄色荧光[2]:284-285页。

印刷版型
- 平版印刷：平版用来印制底纹等背景图案和文字。正面的背景图案、右下角的透明窗口图案、双面对印七角星图案，以及背面的背景图案等，均为平版印刷[2]:285页。
- 凸版印刷：凸版用来印制纸币的号码。澳元纸币的号码皆位于背面，采用2位英文大写字母+8位阿拉伯数字的形式，每种面额的位置、颜色、数量和排列方向不尽相同。其中5澳元的号码为位于右上角，黑色，一组，横向排列[2]:285-286页。
- 凹版印刷：凹版用来印刷纸币的主要图案、文字等。澳元纸币正面的面额数字、中央的人物肖像及盲文识别标志均是采用雕刻凹版印刷，手指轻触有明显的凹凸感[2]:286页。
- 微缩印刷，票面的多个区域都有微缩印刷，微缩文字锐度高而不模糊[2]:286页。

印刷裁切
- 双面对印：澳元纸币正面和背面都有平版印刷的星状图案，直径均为8mm，正面观察时是1个四角星图案，背面观察时时1个三角星图案，当对光观察时，可以看到正面、背面的图案构成完整的七角星图案（象征澳大利亚本土的6个州和1个自治领）[2]:303页。
- 视窗图案：澳元纸币的透明视窗图案均位于正面右下角，图案大小与面额相对应。其中1992年版5澳元为国花金合欢的变形图案，2001年版5澳元为国树桉树树叶的变形图案[2]:304页。
- 彩虹印刷：各面额澳元纸币正、背面均有用不同颜色平版印刷的背景图案，由于这些图案是用一块印版分别上墨一次印刷而成，因此各种颜色过渡自然，纹线连贯[2]:304页。
- 无墨印刷：2001年版5澳元纸币在透明视窗图案中有用无墨印刷方式热压成型的与面额相对应的面额数字“5”[2]:304-305页。
- 接线印刷：澳元纸币所使用的每一块印版均与其它印版相衔接，构成一个统一的整体，所以每张纸币边缘处的图案、纹线连贯不间断。所有票面的正背、上下和左右轻轻卷曲后，两端的花纹都可以对接成一个完整的图案[2]:305页。

## 统计
据澳大利亚储备银行统计，截至2006年6月底共有净值达5.72亿澳元的$5纸币在市面上流通，占所有已发行货币的现金价值的1.5%。实际纸币流通总额占所有面额流通总额的13.3%，即1.14亿现钞。
$5纸币自发行以来已经出现过16种签名组合，其中1967年发行的价值最高，也仅发行了两年；而1990年由弗拉泽/希根斯签署的更是仅发行了不到一年。
从1967年至1974年，澳大利亚是以“澳大利亚联邦”作为国名，并在此期间发行有195,504,000张$5纸币。在随后改称为“澳大利亚”直至1992年停止发行纸质钞票之前，则共发行有978,068,318张$5纸币。